# Abbazia di Reading
L'abbazia di Reading, ora in rovina, si trova al centro della città di Reading nel Berkshire e fu fondata da Enrico I d'Inghilterra nel 1121.

## Storia
Come detto l'abbazia venne fondata per volere di Enrico I d'Inghilterra che la dotò anche, oltre alle terre circostanti, di alcune altre terre del villaggio di Cholsey, che oggi appartiene all'Oxfordshire, aggiungendovene anche altre che il padre Guglielmo il Conquistatore aveva donato all'abbazia di Battle, dando a quest'ultima a titolo di risarcimento, dei terreni ad Apuldram nel Sussex.
Una volta costruito l'edificio vi si stabilirono dei monaci francesi provenienti da Cluny appartenenti all'Ordine di San Benedetto insieme ad altri che vennero dal Priorato di Lewes del Sussex. L'abbazia venne dedicata alla Vergine Maria e a San Giovanni apostolo ed evangelista, il primo abate fu Hugh di Amiens che in seguito divenne Arcivescovo di Rouen e venne sepolto nella cattedrale omonima.
L'abbazia sorgeva presso diversi fiumi che provvedevano ai trasporti e una banchina venne costruita lungo il fiume Kennet che con il suo flusso dava forza ai mulini ad acqua del convento che sorgevano per la maggior parte su un canale secondario del Kennet.
Quando Enrico I morì nel 1135 il suo corpo venne portato dalla Normandia fino a Reading dove venne sepolto in fronte all'altare maggiore, Enrico non fu la sola persona di sangue reale a esservi tumulata, lo seguirono anche la figlia Matilde d'Inghilterra (1102-1167), Guglielmo IX, conte di Poitiers (17 agosto 1153-aprile 1156), primo figlio di Enrico II d'Inghilterra ed Eleonora d'Aquitania e Costanza di York (1374 circa-29 novembre 1416) nipote di Edoardo III d'Inghilterra.
Il fatto che la corona fosse così legata all'abbazia fece sì che essa diventasse un importante centro di pellegrinaggio e questo condusse denaro e donazioni rendendo il convento uno dei più ricchi della Gran Bretagna con possedimenti anche lontani come nell'Herefordshire o in Scozia. L'abbazia possedeva anche diverse reliquie, circa 230, incluse le mani di San Giacomo. Anche il testo del famoso canto popolare Sumer is icumen in fu scritto per la prima volta nell'abbazia attorno al 1240 e il documento originale si trova oggi presso la British Library.
Anche Enrico III d'Inghilterra trovò di suo gradimento l'abbazia e vi veniva diverse volte l'anno trattenendosi a lungo. Nel convento avvenne anche l'incontro fra Enrico II d'Inghilterra e il Patriarca di Gerusalemme nel 1185 e molto più tardi vi fu celebrato il matrimonio di Giovanni Plantageneto e Bianca di Lancaster nel 1359, quello di Edoardo IV d'Inghilterra ed Elisabetta Woodville nel 1464 e un incontro del Parlamento nel 1453.
La dissoluzione dei monasteri in Inghilterra voluta da Enrico VIII d'Inghilterra provocò il declino dell'abbazia e il suo ultimo priore Hugh Cook Faringdon (morto nel 1539) venne processato per alto tradimento, impiccato, sventrato e squartato, quindi appeso fuori dalle mura; dal 1895 è stato dichiarato beato dalla Chiesa cattolica. Molte delle pietre, dei vetri e altro materiale vennero prelevati per essere riutilizzati altrove decretando il definitivo crollo del convento.
Circa vent'anni dopo il consiglio cittadino decise d'istituire una nuova sede comunale aggiungendo un piano a quel che rimaneva del refettorio dell'hospitium (la tradizionale struttura che ospitava i pellegrini), mentre il piano inferiore era già usato come scuola da circa settant'anni.
Per altri duecento anni la nuova sistemazione funzionò, ma nel corso del XVIII secolo danni strutturali sempre più ingenti costrinsero all'abbandono dei locali, che fu effettuato fra il 1785 e il 1786. I locali che avevano sede nell'abbazia vennero trasferiti nel nuovo Reading Town Hall.
La chiesa di San Giacomo e l'attuale Reading School vennero costruite su un'area parzialmente occupata dall'abbazia fra il 1837 e il 1840. Un'altra parte del terreno dell'abbazia venne comprato e vi furono costruiti i Forbury Gardens aperti nel 1861.

## Quel che rimane
Una buona parte dei muri portanti dei più grandi edifici dell'abbazia resistono ancora, mentre della chiesa originale è rimasto poco se non qualche frammento dei pilastri della torre centrale, insieme ai resti dei transetti e quello meglio conservato, seppur ne rimane poco, è quello sud. Sempre partendo dal transetto meridionale si possono vedere ancora le rovine della sacrestia, della sala capitolare, il passaggio che portava all'Infermeria e il basamento del dormitorio. Di queste la sala capitolare con la sua abside, le tre entrate e gli archi delle tre grandi finestre è quella che si presenta meglio, da lì si diparte il chiostro che è attualmente un giardino privato.
L'abbazia viene preservata da un ulteriore deterioramento tramite lavori periodici che dal 2008 al 2009 hanno portato alla chiusura dapprima di alcune parti e poi di tutta la struttura e dal 2013 sarebbe dovuto partire un ingente e costoso piano di restauro.